# Izopentan
Izopentanul (i-pentan, denumit și 2-metilbutan) este un compus organic cu formula moleculară C5H12, fiind un izomer al pentanului (ceilalți izomeri sunt n-pentan și neopentan). Este adesea utilizat împreună cu azot lichid pentru a forma o baie lichidă cu o temperatură de −160 °C. Gazele naturale conțin de obicei 1% sau mai puțin izopentan, dar compusul este un component important al petrolului natural.